# Przerwana lekcja muzyki (film)

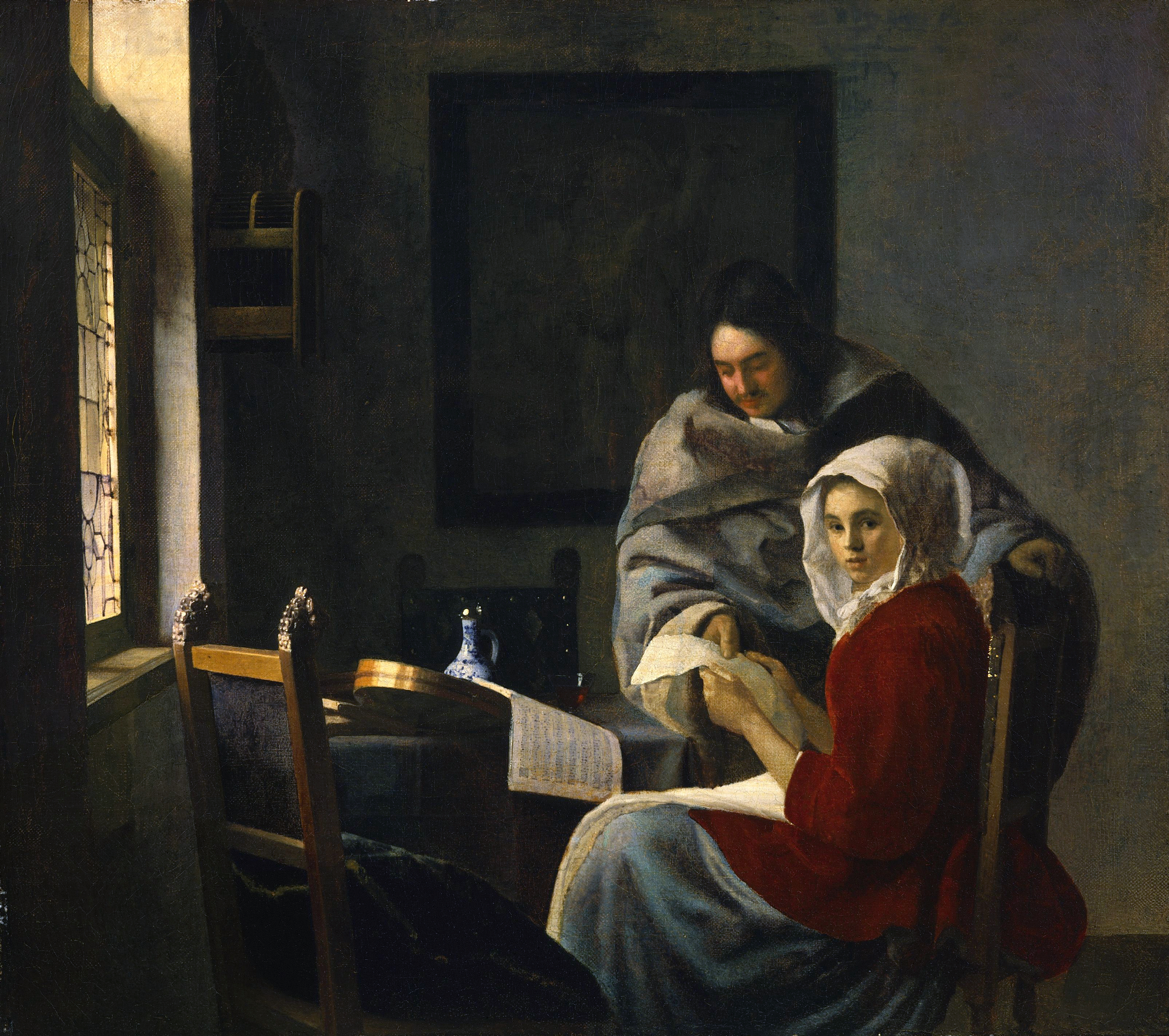
Tytuł utworu pochodzi od obrazu Jana Vermeera Przerwana lekcja muzyki

Przerwana lekcja muzyki (ang. Girl, Interrupted) – amerykańsko-niemiecki dramat psychologiczny z 1999 roku w reżyserii Jamesa Mangolda. Scenariusz powstał na podstawie autobiograficznej powieści Susanny Kaysen. Zdjęcia kręcono w stanie Pensylwania.

## Fabuła
Akcja filmu rozgrywa się pod koniec lat sześćdziesiątych. Susanna po próbie samobójczej zostaje umieszczona przez swoich rodziców w szpitalu psychiatrycznym. Jest wrażliwą dziewczyną, która ma problemy związane z okresem dojrzewania. Niestabilna emocjonalnie, nie wie, co chce robić w życiu, w związku z tym jako jedyna z całej szkoły nie idzie na studia; często uprawia seks z przypadkowymi mężczyznami, również z nauczycielem, czy wreszcie jest zdolna do połknięcia fiolki aspiryny i popicia butelką wódki. Rozpoznane zostaje u niej występowanie osobowości borderline. W szpitalu Susanna zaprzyjaźnia się z socjopatką Lisą. Razem uciekają. Dochodzi jednak do tragedii.

## Obsada
- Winona Ryder – Susanna Kaysen
- Angelina Jolie – Lisa Rowe
- Clea DuVall – Georgina Tuskin
- Brittany Murphy – Daisy Randone
- Elisabeth Moss – Polly „Pochodnia” Clark
- Jared Leto – Tobias „Toby” Jacobs
- Jeffrey Tambor – doktor Melvin Potts
- Vanessa Redgrave – doktor Sonia Wick
- Whoopi Goldberg – siostra Valerie
- Angela Bettis – Janet Webber
- Jillian Armenante – Cynthia Crowley
- Alison Claire – pielęgniarka Gretta
- Christina Myers – pielęgniarka Margie

## Ścieżka dźwiękowa
- Merrilee Rush – „Angel Of The Morning”
- Petula Clark – „Downtown”
- Skeeter Davis – „The End Of The World”
- Aretha Franklin – „The Right Time”
- Jefferson Airplane – „Comin’ Back To Me”
- Them – „It’s All Over Now, Baby Blue”
- Chambers Brothers – „Time Has Come Today”
- The Band – „The Weight”
- The Mamas & The Papas – „Got A Feeling”
- Wilco – „How To Fight Loneliness”
- The Doors – „Roadhouse Blues”
- Simon & Garfunkel – „Bookends Theme”[1]